# Черноречье (Чечня)
Черноречье — рабочий посёлок городского типа, находившийся в подчинении Сталинского района г. Грозный Чечено-Ингушской АССР. В 1962 году включён в городскую черту Грозного. В 2015 году микрорайон Черноречье переименован в Алды.

## География
Посёлок располагался у южной окраины города Грозный у слияния рек Сунжа и Гойта. В 1961 году у восточной окраины поселка на реке Гойта образовано Чернореченское водохранилище.

## История

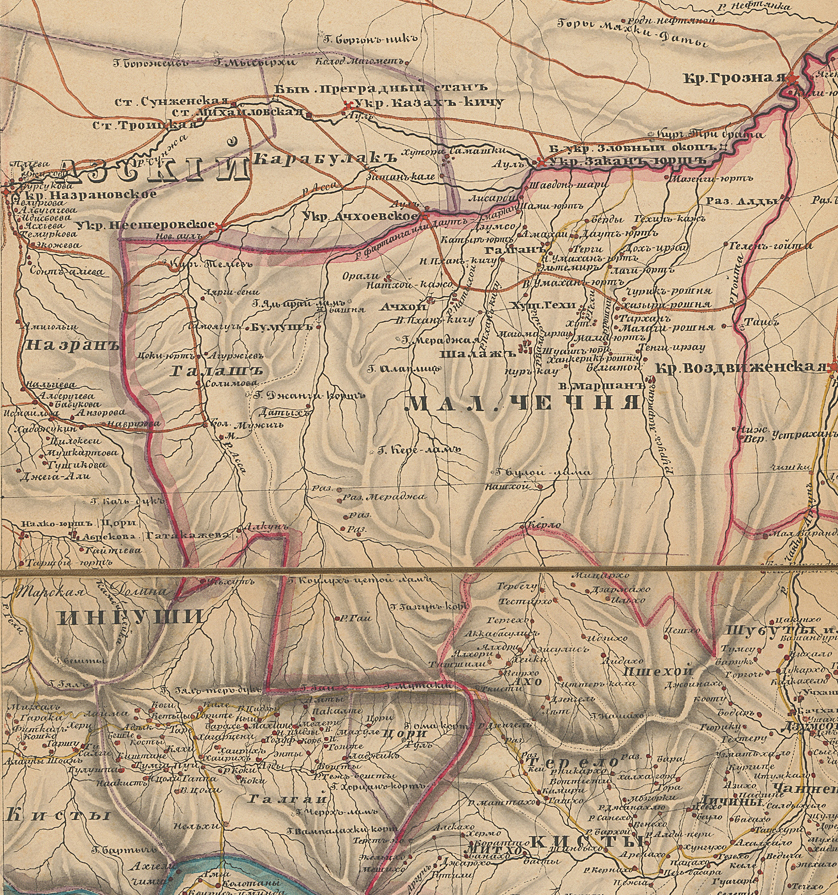
Развалины Алды на карте Малой Чечни. 1847

На чеченском языке поселение называется Бухан-Юрт, также в различных источниках встречается название Алды.

### В древности
Вблиз посёлка находились многочисленные курганы, Бобринский А. А. выкупил у местного населения некоторые предметы, найденные жителями в курганах. Среди них железные и костяные наконечники стрел, бронзовые пряжки и фибулы, железные удила с колосовидными псалиями, большое число керамических изделий разного типа, учёными одни предметы датируются II—V веками до н. э., другие — II—IV веками н. э.

### XVIII-XIX века
В 1760 году здесь родился первый имам Чечни и Кавказа Шейх Мансур.
Изначально аул Алды располагался на правом берегу реки Гойтинка (в настоящее время это южный берег Чернореченского водохранилища). В 1787 году, после подавления антифеодального и антиколониального восстания под предводительством шейха Мансура, жители аула были переселены ближе к крепости Грозной на берег реки Сунжа. В 1929 году в селе построена первая светская школа.

### Советский период
В 1930-е годы многие жители села работали на нефтеперерабатывающих заводах Грозного. В те же годы в селе начинается строительство жилья для рабочих городских предприятий. Указом Президиума Верховного Совета РСФСР от 7 октября 1940 года с. Новые Алды Грозненского района было отнесено к категории рабочих поселков. После депортации чеченцев и ингушей и ликвидации ЧИАССР посёлок был переименован в Черноречье. В августе 1958 года посёлок был одним из центров массовых беспорядков на межэтнической почве.
В 1940-е годы в посёлке находился лагерь для военнопленных. Военнопленные использовались для строительства: компрессорной «Ташкаланефть», котельной и пожарного депо, двух крекинг-установок «Алко» завода № 420 м цехов № 9 и 10 завода № 867 треста «Грознефтезаводы» и прочее.
Указом ПВС РСФСР от 26 июля 1962 года посёлок Черноречье был включён в состав города Грозный.
В 2015 году по просьбе местных жителей к главе республики Рамзану Кадырову поселению было возвращено историческое наименование «Алды» в 2015 году.

## Галерея

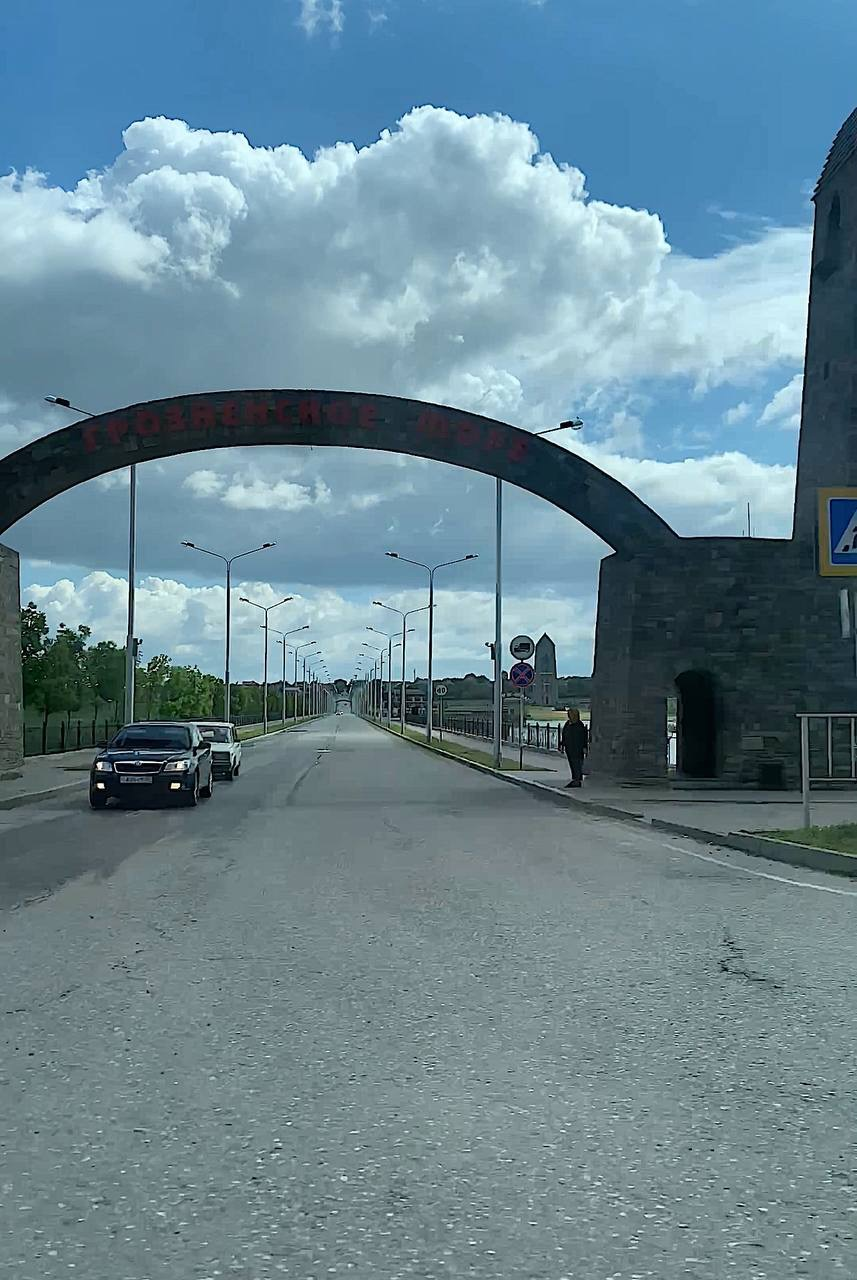
Дорога по дамбе
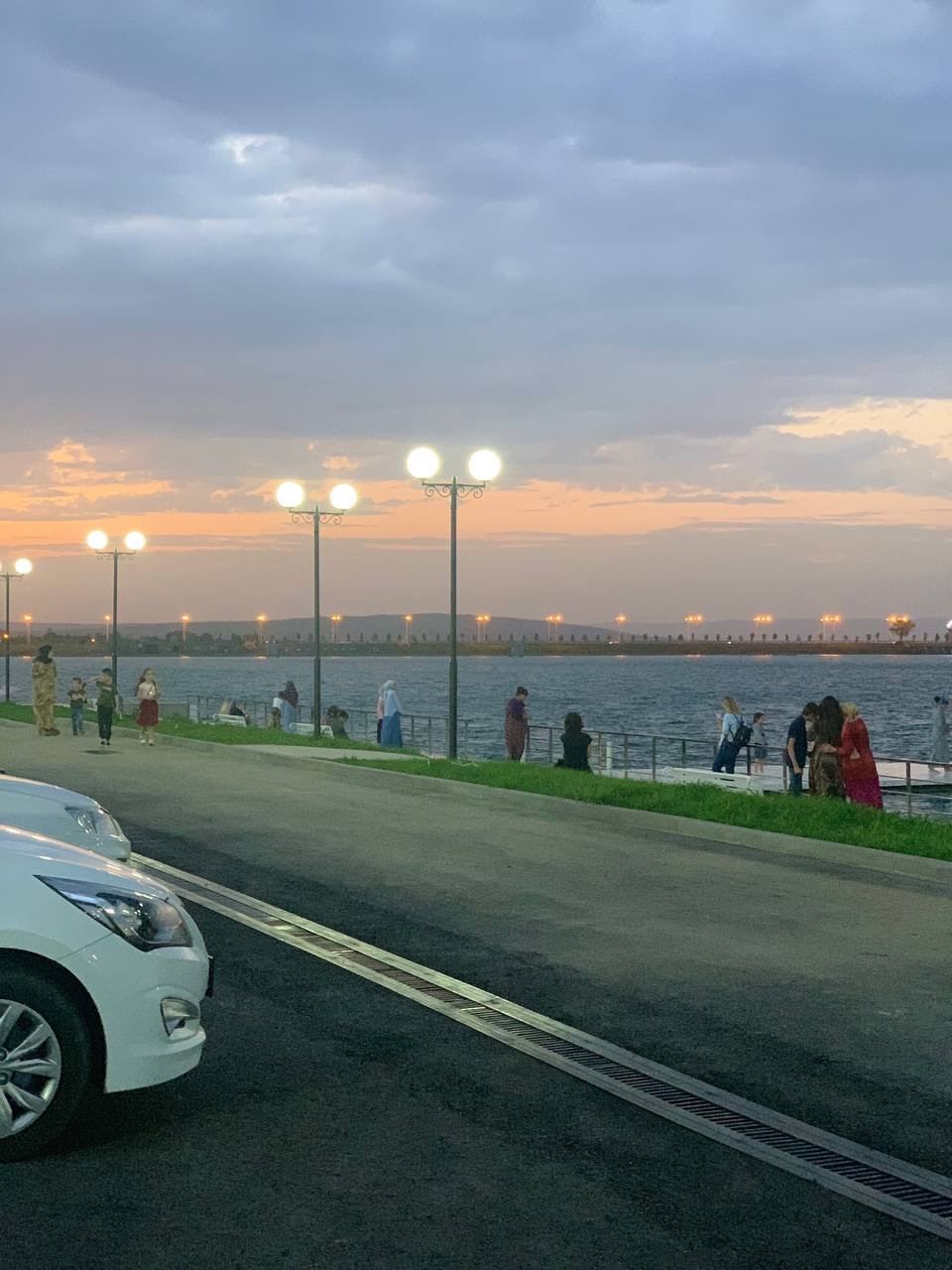
«Грозненское море»
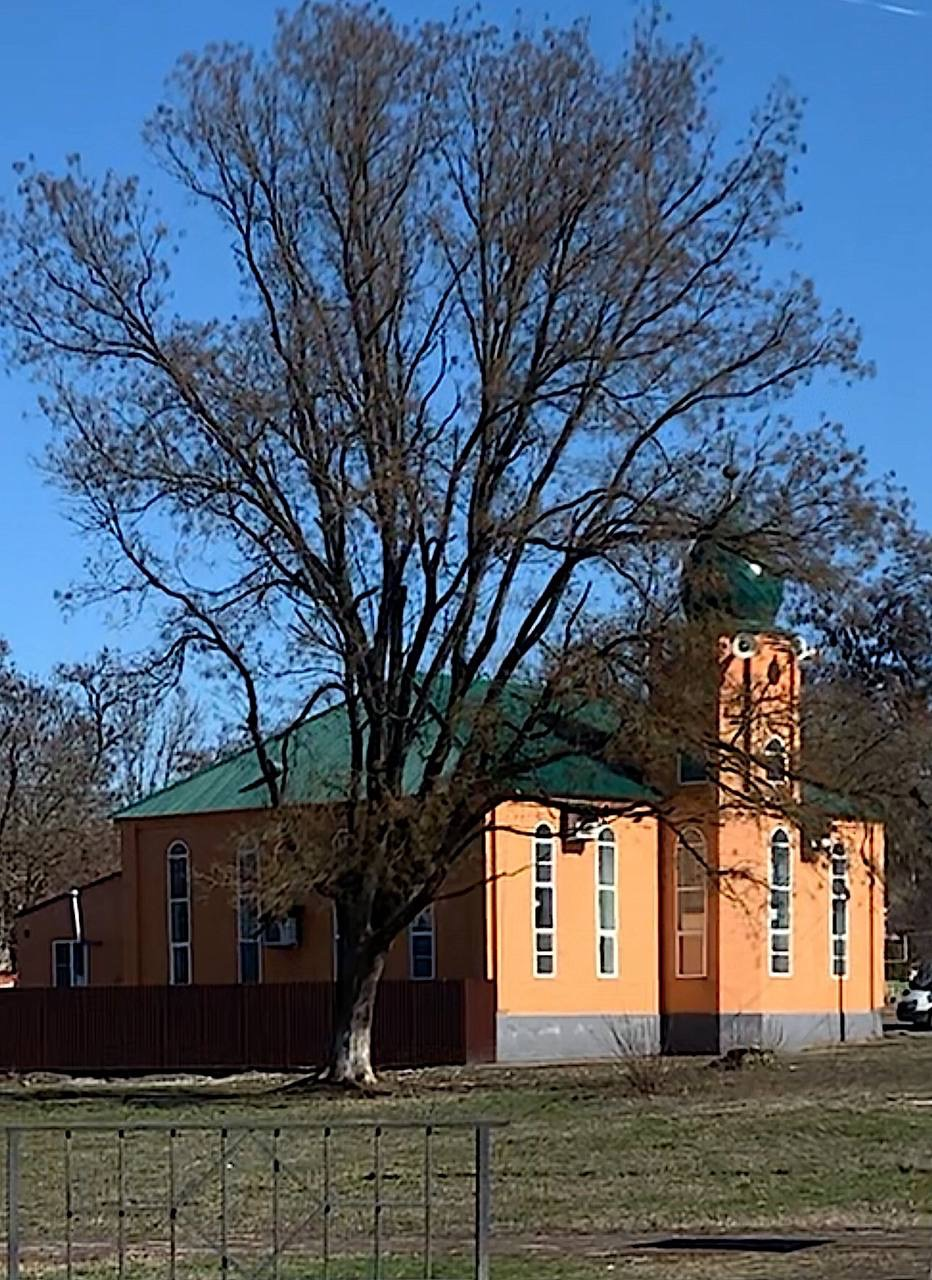
Алды (Бухӏан-Юрт)
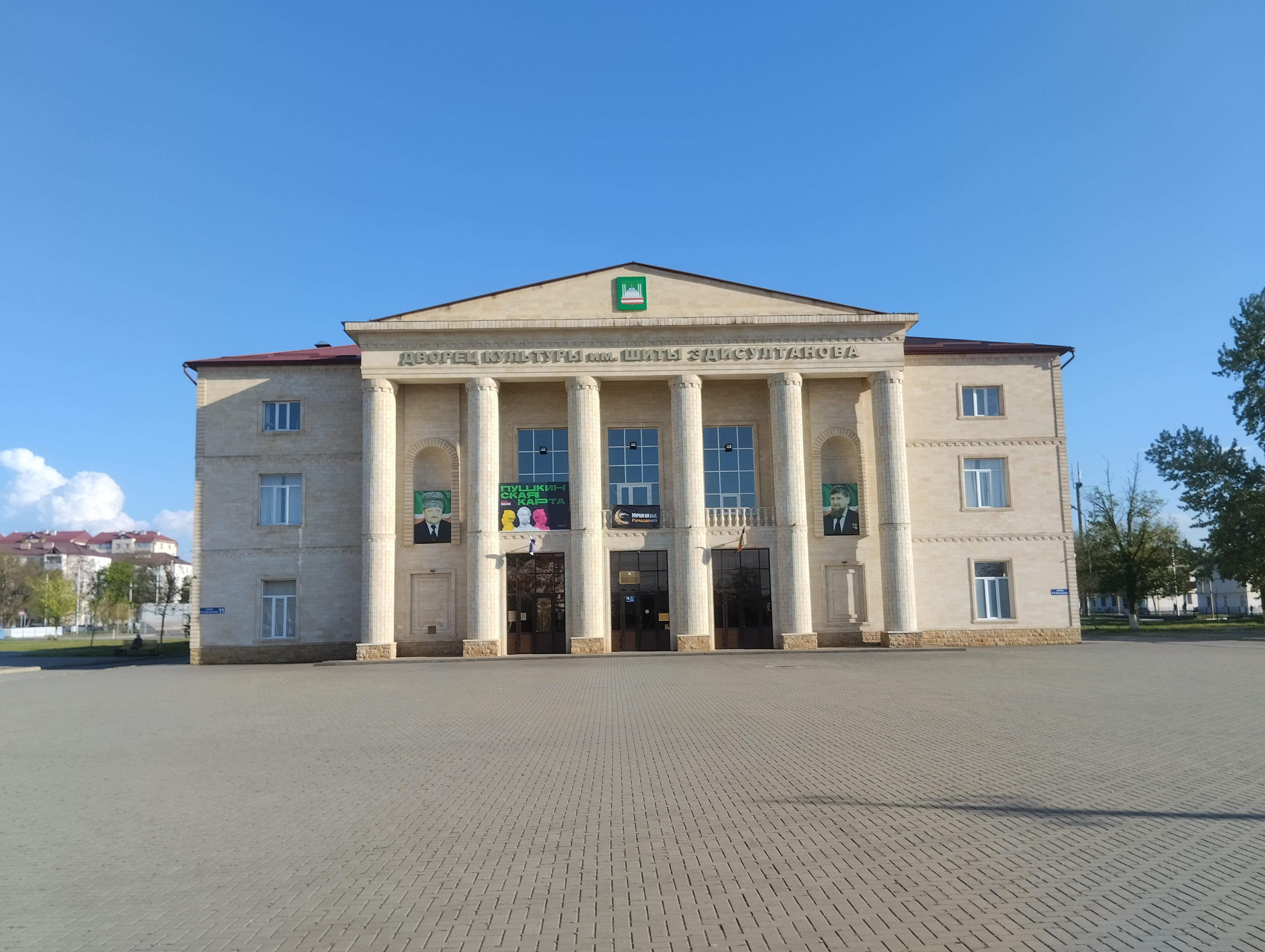
Дворец культуры им. Шиты Эдисултанова
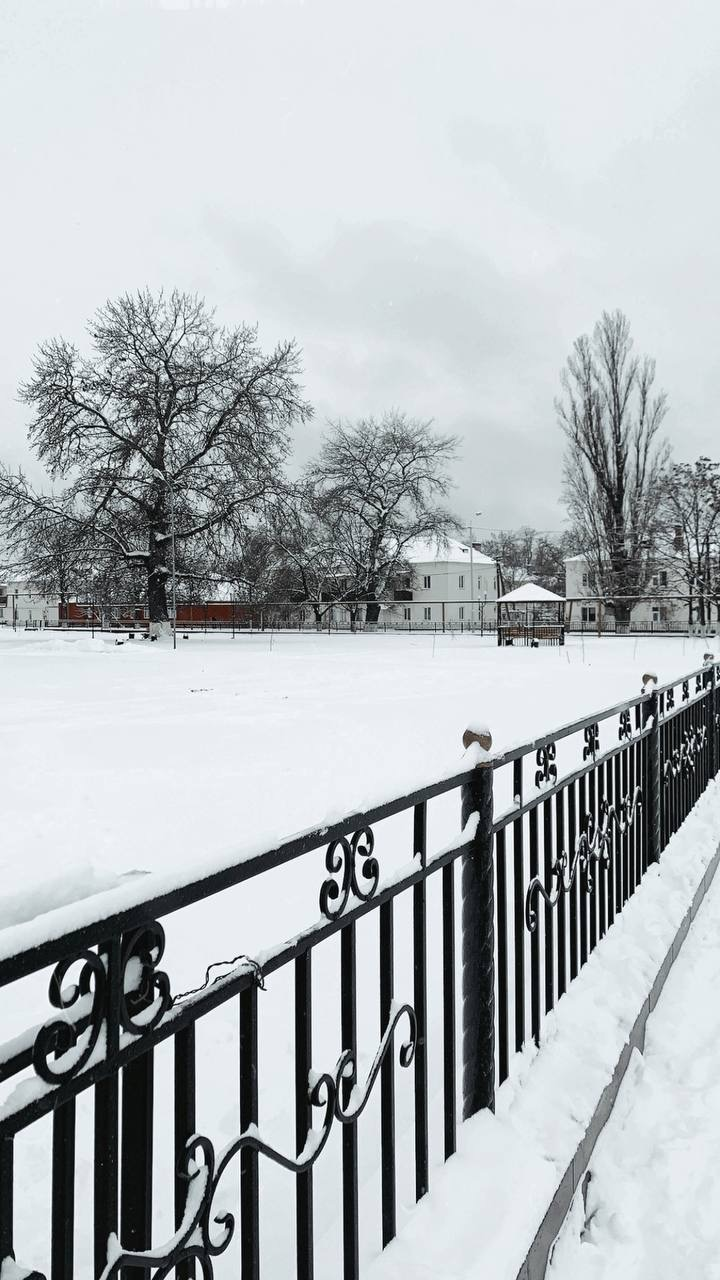
Алды (Бухӏан-Юрт)
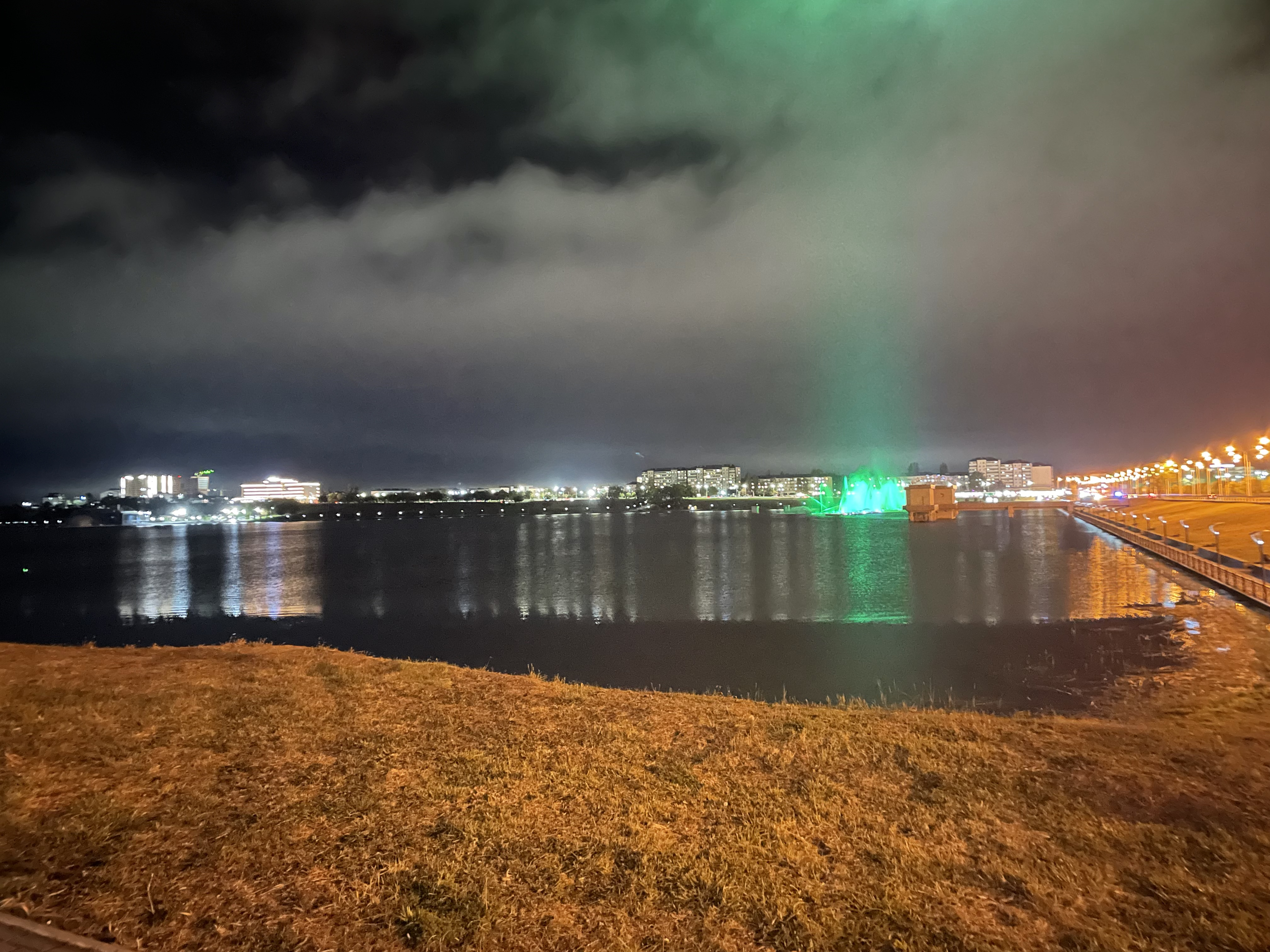
Музыкальный фонтан в Алдах